# Les Conquêtes de Norah

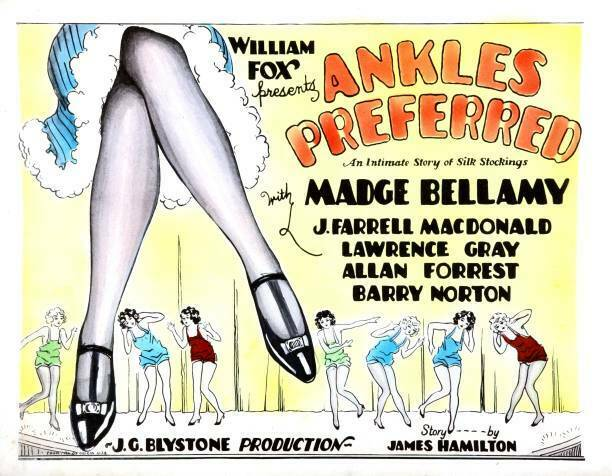
Affiche du film.

Les Conquêtes de Norah (Ankles Preferred) est un film américain réalisé par John G. Blystone, sorti en 1927.

## Synopsis
Nora, vendeuse dans un grand magasin, est déterminée à réussir grâce à son intelligence, et pas seulement grâce à sa beauté et la finesse de ses chevilles. Elle trouve du travail comme mannequin pour les propriétaires de grands magasins McGuire et Goldberg, qui proposent à Nora un voyage à l'étranger si elle persuade Hornsbee, leur financier, de prêter des fonds supplémentaires aux associés. Après une confrontation avec Hornsbee, un jeune prétendant nommé Barney gagne l'affection de Nora.

## Fiche technique
- Réalisation : John G. Blystone

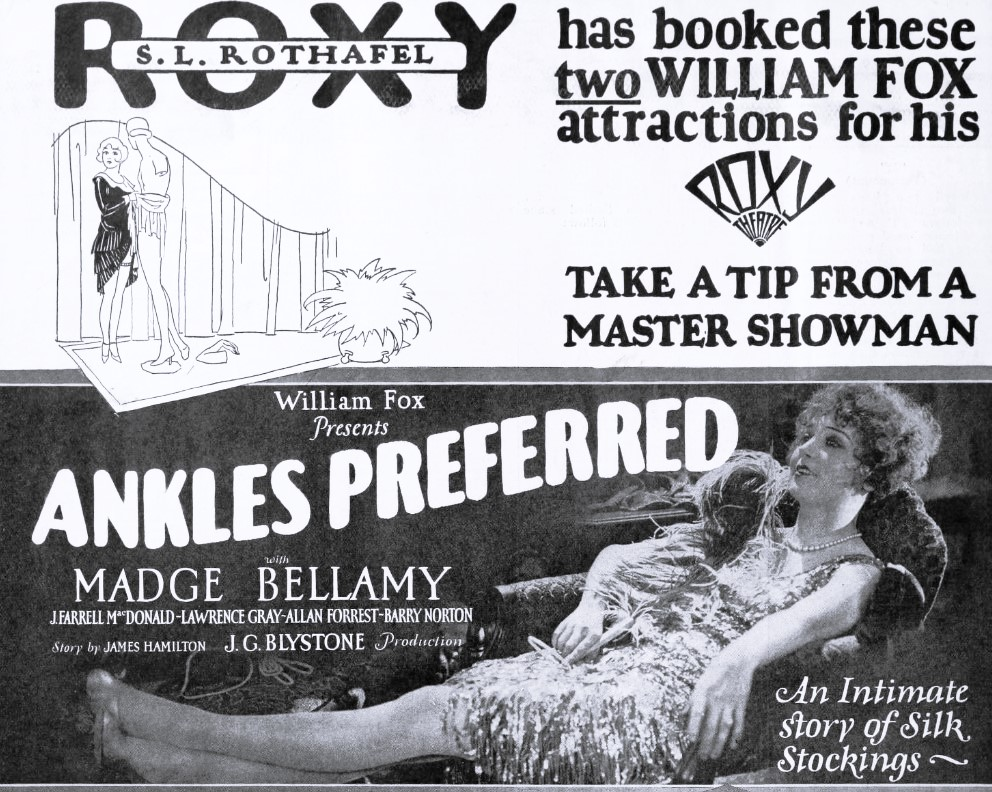
Annonce pour le film dans Film Daily.

- Scénario : James Shelley Hamilton d'après une histoire de John G. Blystone, Kenneth Hawks et Philip Klein
- Photographie : Glen MacWilliams
- Production : Fox Film Corporation
- Type : muet, noir et blanc
- Genre : Comédie[1]
- Durée : 67 minutes
- Date de sortie : 27 février 1927

## Distribution

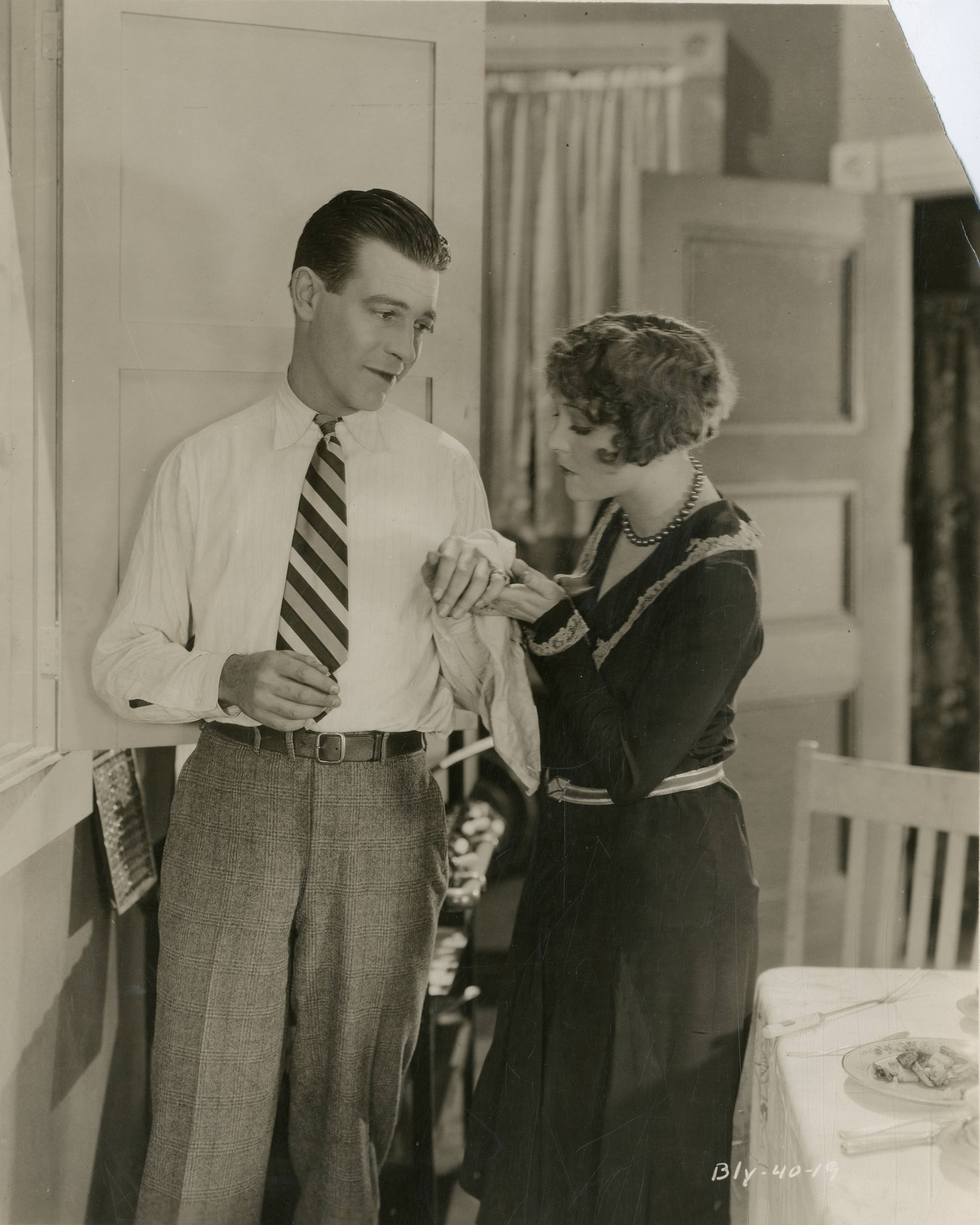
Scène du film avec Madge Bellamy and Lawrence Gray.

- Madge Bellamy : Nora
- Lawrence Gray : Barney
- Barry Norton : Jimmy
- Allan Forrest : Hornsbee
- Marjorie Beebe : Flo
- Joyce Compton : Virginia
- Lillian Elliott : Mrs. Goldberg
- Mary Foy : Mrs. McGuire
- J. Farrell MacDonald : McGuire
- William H. Strauss : Mr. Goldberg